# The Dandy Warhols
The Dandy Warhols — американская альтернативная рок-группа, основанная в Портленде в 1994 году. Участниками группы с момента возникновения являются вокалист и гитарист Кортни Тейлор-Тейлор и гитарист Питер Холмстрем. Позже к ним присоединились клавишница Зия МакКейб и барабанщик Эрик Хедфорд. Хедфорд покинул группу в 1998 году, его заменил Брент ДеБоер. Название группы связано с именем американского художника Энди Уорхола.

## История
Группа стала заметной после того, как они подписали контракт с Capitol Records и выпустили свой дебютный альбом в 1995 году на мейджор-лейбле. В 2001 году получила широкую известность после выхода сингла «Bohemian Like You», которая активно распространялась благодаря рекламе Vodafone. В 2004 году The Dandy Warhols снялись в документальном фильме Dig!
На сегодняшний день музыканты выпустили 10 студийных альбомов, шесть EP и 27 синглов.

## Участники группы

### Текущий состав
- Питер Холмстрем — гитара, бэк-вокал, клавишные, бас-гитара (1994 — настоящее время)
- Зия МакКейб — клавишный бас, клавишные, бас-гитара, перкуссия, бэк-вокал, гитара (1994 — настоящее время)
- Кортни Тейлор-Тейлор — вокал и бэк-вокал, гитара, клавишные, перкуссия (1994 — настоящее время)
- Брент ДеБоэр — ударные, бэк-вокал, вокал, гитара, бас-гитара (1998 — настоящее время)

### Бывшие участники
- Эрик Хедфорд — ударные, бэк-вокал (1994—1998)

## Дискография
- Dandys Rule OK (1995)
- …The Dandy Warhols Come Down (1997)
- Thirteen Tales from Urban Bohemia (2000)
- Welcome to the Monkey House (2003)
- Odditorium or Warlords of Mars (2005)
- …Earth to the Dandy Warhols… (2008)
- The Dandy Warhols Are Sound (2009)
- This Machine (2012)
- Distortland (2016)
- Why You So Crazy (2019)
- Tafelmuzik Means More When You’re Alone (2020)
- Rockmaker (2024)

## Чарты

### Студийные альбомы
| Dandys Rule OK                                                            | - 6 апреля 1995    | —   | —  | —   | —   | —  | —  | —  | —  | —  | 93  |                          |
| …The Dandy Warhols Come Down                                              | - 15 июля 1997     | —   | 91 | —   | —   | —  | 86 | —  | —  | —  | 16  | - BPI: Gold              |
| Thirteen Tales from Urban Bohemia                                         | - 1 августа 2000   | 182 | 25 | —   | —   | 22 | 70 | 37 | 18 | —  | 32  | - ARIA: Gold - BPI: Gold |
| Welcome to the Monkey House                                               | - 5 мая 2003       | 118 | 5  | 46  | 62  | 19 | —  | 31 | 3  | 83 | 20  | - ARIA: Gold             |
| Odditorium or Warlords of Mars                                            | - 13 сентября 2005 | 89  | 19 | —   | 52  | 75 | —  | —  | 18 | 85 | 67  |                          |
| …Earth to the Dandy Warhols…                                              | - 5 мая 2008       | 128 | 25 | —   | 107 | —  | —  | 37 | —  | —  | 149 |                          |
| The Dandy Warhols Are Sound                                               | - 14 июля 2009     | —   | —  | —   | —   | —  | —  | —  | —  | —  | —   |                          |
| This Machine                                                              | - 24 апреля 2012   | 88  | 97 | 172 | 68  | —  | 99 | —  | —  | 65 | —   |                          |
| Distortland                                                               | - 8 апреля 2016    | —   | 57 | 75  | 98  | —  | —  | —  | —  | 84 | 131 |                          |
| Why You So Crazy                                                          | - 25 января 2019   | —   | —  | 96  | 136 | —  | —  | —  | —  | —  | —   |                          |
| Tafelmuzik Means More When You’re Alone                                   | - 1 апреля 2020    | —   | —  | —   | —   | —  | —  | —  | —  | —  | —   |                          |
| «—» означает, что альбом не попал в чарт или не был выпущен в этой стране |                    |     |    |     |     |    |    |    |    |    |     |                          |

### Синглы
| Год                                                                       | Название                                            | Высшая позиция в чартах | Высшая позиция в чартах | Высшая позиция в чартах | Высшая позиция в чартах | Высшая позиция в чартах | Высшая позиция в чартах | Высшая позиция в чартах | Высшая позиция в чартах | Высшая позиция в чартах | Высшая позиция в чартах | Сертификации | Альбом                            |
| Год                                                                       | Название                                            | USAlt.                  | AUS                     | BEL                     | GER                     | IRE                     | ITA                     | NLD                     | SCO                     | SWI                     | UK                      | Сертификации | Альбом                            |
| ------------------------------------------------------------------------- | --------------------------------------------------- | ----------------------- | ----------------------- | ----------------------- | ----------------------- | ----------------------- | ----------------------- | ----------------------- | ----------------------- | ----------------------- | ----------------------- | ------------ | --------------------------------- |
| 1995                                                                      | «The Dandy Warhols T.V. Theme Song»                 | —                       | —                       | —                       | —                       | —                       | —                       | —                       | —                       | —                       | —                       |              | Dandys Rule OK                    |
| 1995                                                                      | «Ride»                                              | —                       | —                       | —                       | —                       | —                       | —                       | —                       | —                       | —                       | —                       |              | Dandys Rule OK                    |
| 1997                                                                      | «Every Day Should Be a Holiday»                     | —                       | —                       | —                       | —                       | —                       | —                       | —                       | 28                      | —                       | 29                      |              | …The Dandy WarholsCome Down       |
| 1997                                                                      | «Not If You Were the Last Junkie on Earth»          | 31                      | 47                      | —                       | —                       | —                       | —                       | 98                      | 12                      | —                       | 13                      |              | …The Dandy WarholsCome Down       |
| 1998                                                                      | «Boys Better»                                       | —                       | —                       | —                       | —                       | —                       | —                       | —                       | 32                      | —                       | 36                      |              | …The Dandy WarholsCome Down       |
| 1998                                                                      | «Good Morning»                                      | —                       | —                       | —                       | —                       | —                       | —                       | —                       | —                       | —                       | —                       |              | …The Dandy WarholsCome Down       |
| 2000                                                                      | «Get Off»                                           | —                       | —                       | —                       | —                       | —                       | —                       | —                       | 35                      | —                       | 34                      |              | Thirteen Tales from Urban Bohemia |
| 2000                                                                      | «Bohemian Like You»                                 | 28                      | 74                      | —                       | 42                      | 17                      | 5                       | 24                      | 4                       | 49                      | 5                       | - BPI: Gold  | Thirteen Tales from Urban Bohemia |
| 2001                                                                      | «Godless»                                           | —                       | —                       | —                       | —                       | —                       | —                       | 86                      | 84                      | —                       | 66                      |              | Thirteen Tales from Urban Bohemia |
| 2003                                                                      | «We Used to Be Friends»                             | —                       | 46                      | —                       | —                       | 45                      | 42                      | —                       | 16                      | —                       | 18                      |              | Welcome to theMonkey House        |
| 2003                                                                      | «You Were the Last High»                            | —                       | 71                      | —                       | —                       | —                       | —                       | —                       | 43                      | —                       | 34                      |              | Welcome to theMonkey House        |
| 2003                                                                      | «Plan A»                                            | —                       | —                       | —                       | —                       | —                       | —                       | —                       | 78                      | —                       | 66                      |              | Welcome to theMonkey House        |
| 2005                                                                      | «Smoke It»                                          | —                       | —                       | —                       | —                       | —                       | —                       | —                       | 58                      | —                       | 59                      |              | Odditorium orWarlords of Mars     |
| 2005                                                                      | «All the Money or the Simple Life Honey»            | —                       | —                       | —                       | —                       | —                       | —                       | —                       | 68                      | —                       | 83                      |              | Odditorium orWarlords of Mars     |
| 2006                                                                      | «Horny as a Dandy» (Mousse T. vs The Dandy Warhols) | —                       | 30                      | 37                      | 40                      | 22                      | 10                      | 38                      | 13                      | 30                      | 17                      |              | Non-album singles                 |
| 2006                                                                      | «Have a Kick Ass Summer (Me and My Friends)»        | —                       | —                       | —                       | —                       | —                       | —                       | —                       | —                       | —                       | —                       |              | Non-album singles                 |
| 2007                                                                      | «Good Luck Chuck»                                   | —                       | —                       | —                       | —                       | —                       | —                       | —                       | —                       | —                       | —                       |              | Good Luck Chuck(soundtrack)       |
| 2008                                                                      | «The World Come On»                                 | —                       | —                       | —                       | —                       | —                       | —                       | —                       | —                       | —                       | —                       |              | …Earth to theDandy Warhols…       |
| 2008                                                                      | «Mission Control»                                   | —                       | —                       | —                       | —                       | —                       | —                       | —                       | —                       | —                       | —                       |              | …Earth to theDandy Warhols…       |
| 2008                                                                      | «Mis Amigos»                                        | —                       | —                       | —                       | —                       | —                       | —                       | —                       | —                       | —                       | —                       |              | …Earth to theDandy Warhols…       |
| 2009                                                                      | «Blackbird»                                         | —                       | —                       | —                       | —                       | —                       | —                       | —                       | —                       | —                       | —                       |              | Non-album single                  |
| 2012                                                                      | «Sad Vacation»                                      | —                       | —                       | —                       | —                       | —                       | —                       | —                       | —                       | —                       | —                       |              | This Machine                      |
| 2012                                                                      | «The Autumn Carnival»                               | —                       | —                       | —                       | —                       | —                       | —                       | —                       | —                       | —                       | —                       |              | This Machine                      |
| 2015                                                                      | «Chauncey P. vs. All the Girls in London»           | —                       | —                       | —                       | —                       | —                       | —                       | —                       | —                       | —                       | —                       |              | Distortland                       |
| 2016                                                                      | «You Are Killing Me»                                | —                       | —                       | —                       | —                       | —                       | —                       | —                       | —                       | —                       | —                       |              | Distortland                       |
| 2016                                                                      | «STYGGO»                                            | —                       | —                       | —                       | —                       | —                       | —                       | —                       | —                       | —                       | —                       |              | Distortland                       |
| 2016                                                                      | «Catcher in the Rye»                                | —                       | —                       | —                       | —                       | —                       | —                       | —                       | —                       | —                       | —                       |              | Distortland                       |
| 2018                                                                      | «Be Alright»                                        | —                       | —                       | —                       | —                       | —                       | —                       | —                       | —                       | —                       | —                       |              | Why You So Crazy                  |
| 2019                                                                      | «Motor City Steel»                                  | —                       | —                       | —                       | —                       | —                       | —                       | —                       | —                       | —                       | —                       |              | Why You So Crazy                  |
| «—» означает, что альбом не попал в чарт или не был выпущен в этой стране |                                                     |                         |                         |                         |                         |                         |                         |                         |                         |                         |                         |              |                                   |

### Комментарии
1. ↑  ...The Dandy Warhols Come Down did not enter the US Billboard 200, but peaked at number 22 on the US Heatseekers Albums Chart.[15]